# Саратова, Анастасия Максимовна
Анастасия Максимовна Саратова (род. 27 января 2006, Воронеж) — российская пловчиха, многократный призёр чемпионатов России, бронзовый призёр Игр стран БРИКС 2023 года, мастер спорта России (2020).

## Биография
Анастасия Саратова родилась 27 января 2006 года в Воронеже. Воспитанница воронежской СШОР водных видов спорта, тренируется под руководством Леонида Калугина и на соревнованиях представляет Воронежскую область.

## Карьера
В 2020 году удостоена звание «Мастер спорта России».
Одерживала победы на первенствах России среди юниоров, становилась обладательницей Кубка России среди юниоров.
С 2021 года выступает среди взрослых спортсменов. Неоднократно становилась призёром чемпионатов и Кубков страны.
В 2024 году на Играх стран БРИКС в Казани стала бронзовым призёром на 200 метров вольным стилем. На чемпионате России 2024 года также стала третьей на дистанции 200 метров вольным стилем, ещё две серебряные медали завоевала в эстафетных заплывах.

## Документы
- Приказ о присвоении звания «Мастер спорта России»